# Гордієнко Сергій Георгійович
Сергій Георгійович Гордієнко (30 серпня 1959) — доктор юридичних наук (2009), доцент (2001), фахівець за напрямом безпеки інформаційних ресурсів з обмеженим доступом та у сфері інтелектуальної власності.

## Життєпис
Народився 30 серпня 1959 року в селі Плахтянка, Макарівський район, Київська область. З 03.1983 по 24.07.2009 року проходив військову службу в Збройних Силах СРСР та органах державної безпеки СРСР та України (старший технік вертольота 710 оквп ВПС ТОФ, оперативний співробітник, викладач Вищих курсів КДБ СРСР, аспірант очної аспірантури ВЧШ ФСК Росії, науковий співробітник, старший науковий співробітник, головний науковий співробітник, начальник лабораторії, заступник начальника Центру наукових досліджень, начальник спеціальної кафедри, докторант НА СБ України, державний експерт Апарату РНБО України, старший консультант ДКР СБ України).
З вересня 2009 року по даний час працював професором та завідувачем кафедри Європейського університету, професором спецкафедри НА СБ України, професором кафедри університету КРОК, кафедри правосуддя КНЛУ, доцентом кафедри інформаційного права та права інтелектуальної власності ФСП НТУУ «КПІ». З 2019 року завідувач кафедри національної безпеки навчально-наукового інституту права ім. князя Володимира Великого МАУП.
Дисертацію на здобуття вченого ступеня доктора юридичних наук «Теорія та практика діяльності контррозвідки Служби безпеки із захисту інтелектуальної власності в Україні в сучасних умовах» захистив у спеціалізованій вченій раді при Національній академії СБ України за спеціальністю 21.07.01 — забезпечення державної безпеки України.
Основні результати досліджень опубліковані у 7 монографіях, 5 посібниках, 45 наукових статтях у фахових виданнях та апробовані на 75 наукових форумах. Останні 25 років професійно займається науково-педагогічною діяльністю у галузі забезпечення безпеки держави — охороною і захистом інформаційних ресурсів з обмеженнями у доступі до яких належать й об'єкти інтелектуальної власності.

## Курси лекцій
Вичитує наступні курси лекцій:
1. Інноваційна діяльність та право на інтелектуальну власність.
2. Інноваційна діяльність та інтелектуальна власність: напрями удосконалення.
3. Правове регулювання інноваційної діяльності в Україні.
4. Захист інтелектуальної власності.
5. Проблеми захисту інтелектуальної власності в Україні.
6. Оцінка інформаційних ресурсів.
7. Протидія загрозам інноваційній діяльності та інтелектуальній власності в Україні.

Опрацьовані у науково-прикладних виданнях питання у повному обсязі готові до впровадження у практичну діяльність: експертна оцінка вартості інформації і створення системи охорони та захисту інформації з різними грифами обмеження відповідно до нормативно-правових актів України (конфіденційна інформація, банківська та комерційна таємниці, інтелектуальна власність, ноу-хау, ділові, виробничі, комерційні, торговельні секрети тощо, яких в Україні 36) в залежності від її ціни.

## Наукові праці

### Монографії
1.       Гордієнко С.Г. Контррозвідувальна діяльність Служби безпеки із захисту інтелектуальної власності в Україні в сучасних умовах: теорія та практика: Монографія. – К.: Наук.–вид. відділ НА СБ України, 2009. – 344 с. (Таємно).
2.       Гордієнко С.Г. Пізнання сфери захисту інтелектуальної власності в Україні: методологічні проблеми. Монографія. – К.: Видавничий дім «Скіф», КНТ, 2008 – 140 с.
3.       Гордієнко С.Г. Забезпечення інтересів України у сфері захисту інтелектуальної власності: нормативно-правове регулювання. Монографія. – К.: Видавничий дім «Скіф», КНТ, 2008 – 248 с.
4.       Гордієнко С.Г., Стрельбицький М.П. Нормативно-правове регулювання захисту інтелектуальної власності в Україні: Монографія. – К.: Наук.–вид. відділ НА СБ України, 2008. – 240 с.
5.       Гордієнко С.Г. Методологічні основи пізнання теорії захисту інтелектуальної власності в Україні: Монографія. – К.: Наук.–вид. відділ НА СБ України, 2008. – 130 с.
6.       Гордієнко С.Г. Інформаційне право і право інтелектуальної власності: проблеми співвідношення. Підр. 1.1.1. / Розвиток інформаційного суспільства: колективна монографія в 10 т. // Т. 9. Правові та соціально-психологічні виміри новітнього інформаційного суспільства. – К.: Вищий навчальний заклад «Університет економіки та права «КРОК», 2015. – 424 с., – С. 10 – 14.
7.       Гордієнко С. Г., Соснін О.В. // Сутність, зміст, практика інноваційної діяльності та захисту інтелектуальної власності в Україні / Розділ 3. Праксеологічні виміри інформаційного суспільства: головні тенденції та закономірності розвитку // Інфрормаційне суспільство в світі та Україні: проблеми становлення та закономірності розвитку : колективна монографія / За ред. д.філософ.н., проф. В.Г.Воронкової; Запоріз. держ. інж. акад. - Запоріжжя: ЗДІА, 2017.- 282 с. – С. 243 – 275.

### Посібники
1.       Вєдєнєєв Д.В., Гордієнко С.Г., Штоквиш О.А., Щербина Л.І. Наукова діяльність та її інтеграція в оперативно–службову діяльність Служби безпеки України. Науково-практичний посібник. – К.: Вид-во НА СБ України. 2006. – 97 с. – С. 35 – 49. (Таємно).
2.       Гордієнко С.Г. Молодому науковцю коротко про необхідне. Науково-практичний посібник – К.: КНТ, 2007. – 92 с.
3.       Гордієнко С.Г. Молодому науковцю СБ України коротко про необхідне: Наук.–практ. посібник. – К.: Наук.–вид. відділ НА СБ України, 2008. – 89 с. (http://ipp.kpi.ua/about/vikladachi/gordienko/)
4.      Гордієнко С.Г. Молодому науковцю коротко про необхідне/ [Електронний ресурс] : науково-практичний посібник / С. Г. Гордієнко ; КПІ ім. Ігоря Сікорського. – Електронні текстові дані (1 файл: 900 Кбайт). – Вид. друге, перероблене. – Київ : КПІ ім. Ігоря Сікорського, 2019. – 105 с. – Назва з екрана. http://ipp.kpi.ua/about/vikladachi/gordienko/

### Курси лекцій
1. Гордієнко С. Г. Захист інтелектуальної власності в Україні в сучасних умовах: Курс лекцій. — К.: Поліграфічне підприємство «Гранмна», 2011. — 480 с.
2. Гордієнко, С. Г. Теоретико-прикладні аспекти оцінки інформації як основи нематеріальних активів [Електронний ресурс]: курс лекцій / С. Г. Гордієнко; НТУУ «КПІ». — Електронні текстові дані (1 файл: 197 Кбайт). — Київ: НТУУ «КПІ», 2016. — 56 с. — Назва з екрана. Електронний ресурс:[1]
3. Гордієнко, С. Г. Феномен інформації та забезпечення її охорони і захисту при веденні бізнесу [Електронний ресурс]: курс лекцій / С. Г. Гордієнко; НТУУ «КПІ». — Електронні текстові дані (1 файл: 437 Кбайт). — Київ: НТУУ «КПІ», 2016. — 89 с. — Назва з екрана.  Електронний ресурс:[1]
4. Гордієнко, С. Г. Інноваційна діяльність та право інтелектуальної власності. Теоретичні основи, правові регулятори [Електронний ресурс]: курс лекцій: [розділ 1- 3] / С. Г. Гордієнко ; НТУУ «КПІ». — Електронні текстові дані (3 файла: 832 Кбайт; 1,12 Мбайт; 140 Кбайт). — Київ: НТУУ «КПІ», 2016. — Назва з екрана. Електронний ресурс:[2]
5. Гордієнко, С. Г. Теорія та практика діяльності державних та недержавних структур із захисту інтелектуальної власності в Україні в сучасних умовах [Електронний ресурс]: курс лекцій / С. Г. Гордієнко; НТУУ «КПІ». — Електронні текстові дані (1 файл: 4,04 Мбайт). — Київ: НТУУ «КПІ», 2011. — 496 с. — Назва з екрана. Електронний ресурс:[3]
6. Гордієнко, С. Г. Пізнання сфери захисту інтелектуальної власності в Україні: методологічні проблеми [Електронний ресурс]: монографія / С. Г. Гордієнко. — Київ: Видавничий дім «Скіф», КНТ, 2008. — 140 с. — Назва з екрана. Електронний ресурс:[4]
7. Гордієнко, С. Г. Забезпечення інтересів України у сфері захисту інтелектуальної власності: нормативно-правове регулювання [Електронний ресурс]: монографія / С. Г. Гордієнко. — Київ: Видавничий дім «Скіф», КНТ, 2008. — 248 с. — Назва з екрана. Електронний ресурс:[5]
8. Гордієнко, С. Г. Теорія та практика протидії загрозам інноваційній діяльності та інтелектуальній власності в Україні [Електронний ресурс] : курс лекцій / С. Г. Гордієнко. – Електронні текстові дані (1 файл: 1,01 Мбайт). – Київ : КПІ ім. Ігоря Сікорського, 2018. – 348 с. – Назва з екрана. Електронний ресурс: http://ipp.kpi.ua/about/vikladachi/gordienko [Архівовано 5 січня 2019 у Wayback Machine.]
9. Гордієнко, С. Г. Інноваційна діяльність та право на інтелектуальну власність: теоретичні основи і правові регулятори. Розділ 1. Сутність, зміст та джерела інноваційної діяльності. Напрями її удосконалення [Електронний ресурс] : курс лекцій / С. Г. Гордієнко ; КПІ ім. Ігоря Сікорського. – Електронні текстові дані (1 файл: 783 Кбайт). – Вид. змін. та допов. – Київ : КПІ ім. Ігоря Сікорського, 2018. – 262 с. – Назва з екрана. http://ipp.kpi.ua/about/vikladachi/gordienko [Архівовано 5 січня 2019 у Wayback Machine.]
10. Гордієнко, С. Г. Інноваційна діяльність та право на інтелектуальну власність: теоретичні основи і правові регулятори. Розділ 2. Джерела, сутність та складові інтелектуальної власності [Електронний ресурс] : курс лекцій / С. Г. Гордієнко ; КПІ ім. Ігоря Сікорського. – Електронні текстові дані (1 файл: 1054 Кбайт). – Вид. змін. та допов. – Київ : КПІ ім. Ігоря Сікорського, 2018. – 388 с. – Назва з екрана. http://ipp.kpi.ua/about/vikladachi/gordienko [Архівовано 5 січня 2019 у Wayback Machine.]
11. Гордієнко, С. Г. Інноваційна діяльність та право на інтелектуальну власність: теоретичні основи і правові регулятори. Розділ 3. Шпигунство, промислове шпигунство та бізнес-розвідка - загрози інноваційній діяльності та інтелектуальній власності [Електронний ресурс] : курс лекцій / С. Г. Гордієнко ; КПІ ім. Ігоря Сікорського. – Електронні текстові дані (1 файл: 190 Кбайт). – Вид. змін. та допов. – Київ : КПІ ім. Ігоря Сікорського, 2018. – 55 с. – Назва з екрана. http://ipp.kpi.ua/about/vikladachi/gordienko [Архівовано 5 січня 2019 у Wayback Machine.]
12. Безпека суб'єктів підприємницької діяльності: курс лекцій / за заг. ред. доктора юридичних наук, професора Кислого А.М. та доктора юридичних наук, професора Заросила В.О. Київ: "Видавництво Людмила", 2019. 304 с.

### Статті у фахових виданнях
1. Гордієнко С. Г. До питання про сутність та зміст оперативно-розшукової діяльності СБ України // Теорія оперативно-службової діяльності правоохоронних органів України. — Наукове видання // За гол. ред. проф. В. Л. Регульського. — Львів: Львівський інститут внутрішніх справ при НА ВС України, 2000. — 327 с., — С. 61 — 68.
2. Гордієнко С. Г. Сутність та зміст поняття «державна безпека» // Стратегічна панорама. — К., 2003. № 2. — 214 с. — С. 114—120.
3. Гордієнко С. Г., Козенюк В. О. Становлення конспірації в діяльності радянських спецслужб у 20 — і роки міжвоєнного періоду // Вісник Одеського інституту внутрішніх справ при НА ВС України — Одеса: 2003 № 2. — 248 с., — С. 35 — 37.
4. Гордієнко С.Г. Право власності на інтелектуальний продукт: проблеми наукового визначення // Науковий вісник Національної академії СБ України. – К., 2004. – № 18 – 19. – 326 с., – С. 136 – 143.
5. Гордієнко С. Г. Методологічні аспекти визначення поняття «інтелектуальна власність» // Актуальні проблеми політики. Збірник наукових праць / Голов. ред. С. В. Ківалов; відп. за вип. Л. І. Кормич. — Одеса: ПП. «Фенікс», 2005. — Вип. 26. — 504 с. — С. 96 — 108.
6. Гордієнко С.Г. Методика та особливості визначення поняття «інтелектуальна власність» // Правничий вісник Університету «КРОК» / Вищий навчальний заклад "Університет економіки та права «КРОК». — К., 2009. — Вип. 4. — 226 с., — С. 103—111.
7. Гордієнко С. Г. Інтелектуальна власність як складова Конституційного права держав Європи // Європейські перспективи. Науково-практичний журнал — К., 2010, № 1,2. — 114 с., — С. 51 — 56.
8. Гордієнко С. Г. Проблеми систематизації нормативно-правового регулювання захисту конфіденційної інформації в Україні // Правничий вісник Університет «КРОК» / Вищий навчальний заклад "Університет економіки та права «КРОК». Вип. 6. — Т. 1. — К., 2010. — 138 с., — С. 76 — 85.
9. Гордієнко С. Г. Визначення поняття «інтелектуальна власність»: алгоритм та особливості // Вісник Національного технічного університету України «Київський політехнічний інститут». Політологія. Соціологія. Право: Зб. Наукових праць. — Київ: ІВЦ «Політехніка», 2010. № 4(8) — 238 с., — С. 199—205.
10. Гордієнко С. Г. Розуміння категорій «інформаційні відносини» та «суб'єкти інформаційного права» // Правничий вісник Університет «КРОК» / Вищий навчальний заклад "Університет економіки та права «КРОК». Вип. 9. — К., 2011. — 162 с., — С. 68 — 79.
11. Гордієнко С.Г. Загальнонаукові проблеми визначення та класифікації інформації  // Правничий вісник Університету «КРОК» / Вищий навчальний заклад "Університет економіки та права «КРОК». — Вип. 12. — К., 2012.– 143 с., — С. 40 — 51.
12. Гордієнко С.Г. Алгоритм кодифікації законодавства з питань інтелектуальної власності // Правничий вісник Університету «КРОК» / Вищий навчальний заклад "Університет економіки та права «КРОК». — Вип. 13. — К., 2012.– 268 с., — С. 59 — 67.
13. Гордієнко С.Г. Конфіденційна інформація та «таємниці»: їх співвідношення // Часопис Київського університету права / Київський університет права. — К., 2013/4. — 432 с., — С. 233—238.
14. Гордієнко С.Г. Інформаційне право і право інтелектуальної власності: проблеми співвідношення // Часопис Київського університету права / Київський університет права. — К., 2014/1. — 410 с., — С. 228—230.
15. Гордієнко С. Г. Інноваційна діяльність: проблеми, сутність, змістовні складові та напрями удосконалення / С. Г. Гордієнко // Часопис Академії адвокатури України. електрон. наук. фах. вид. — К. — 2014. — Т. 7, № 2 (23) (2014) — С. 15 — 32. — Режим доступу:[6]
16. Гордієнко С. Г., Козенюк В. О. Створення інновацій та захист інтелектуальної власності: проблеми та правові регулятори в Україні// Правова інформатика, № 3(43)/2014. — 108 с. — С. 67 — 76.
17. Гордієнко С. Г. Теоретико-прикладні засади оцінки інформації  в умовах сучасності / С. Г. Гордієнко // Часопис Академії адвокатури України: електрон. наук. фах. вид. — Київ: — 2015. — Т. 8, № 3 (28) (2015) — С. 24 — 33. — Режим доступу:[7]
18. Гордієнко С. Г. Теоретичні та практичні аспекти оцінки нематеріальних активів / С. Г. Гордієнко // Часопис Академії адвокатури України: електрон. наук. фах. вид. — Київ: — 2015. — Т. 8, № 4 (29) (2015) — С. 50-77. — Режим доступу:[8]

Тези доповідей на наукових форумах
1.       Гордієнко С.Г. Соціальна зумовленість та правове регулювання оперативно-розшукової діяльності СБ України в умовах розбудови держави // Соціальне партнерство – механізм реалізації прав людини, розбудови правової держави, громадянського суспільства. Президенту України, Верховній Раді України, Уряду України, органам центральної та місцевої виконавчої влади. Аналітичні розробки, пропозиції наукових і практичних працівників : міжвід. наук. зб. [за ред. А. І. Комарової, А. К. Кінаха, В. П. Пустовойтенка та ін.]. – К., 2001. – Том 24. – С. 312 – 324. 
2.       Гордієнко С.Г. Забезпечення економічної безпеки України Службою безпеки // Економічні злочини і боротьба з ними. Президенту України, Верховній Раді України, Уряду України, органам центральної та місцевої виконавчої влади. Аналітичні розробки, пропозиції наукових і практичних працівників : міжвід. наук. зб. [за ред. А. І. Комарової, М. О. Потебенька, В. П. Пустовойтенка та ін.]. – К., 2001. – Том 25. – С. 120 – 128. 
3.       Гордієнко С.Г. Конституції держав Європи про інтелектуальну власність // Проблеми підготовки фахівців з інтелектуальної власності в Україні / Матеріали III Всеукраїнської науково-практичної конференції. – К.: Ін–т інтелектуальної власності і права, 2003. – 210 с. – С. 102 – 114.
4.       Гордієнко С.Г. Шляхи удосконалення системи складових інтелектуальної власності та її нормативно-правового регулювання // Проблеми підготовки фахівців з інтелектуальної власності в Україні / Матеріали V Всеукраїнської науково-практичної конференції. – К.: Ін–т інтелектуальної власності і права, 2005. – 210 с. – С. 34 – 43.
5.       Гордієнко С.Г. Стан нормативно-правового регулювання захисту конфіденційної інформації в Україні в сучасних умовах // Новітні тенденції і стратегії розвитку міжнародної торгівлі: фінансово-економічний та правовий аспекти: Збірник матеріалів X міжнародної науково-практичної конференції, 30 травня 2005 р. – К.: УАЗТ, 2007. – 418 с. – С. 222 – 227.
6.       Гордієнко С.Г. Забезпечення інформаційної безпеки держави та захисту інтелектуальної власності – пріоритетний науковий напрямок та навчальне завдання системи освіти України // Проблеми підготовки фахівців з інтелектуальної власності в Україні / Матеріали VIII Всеукраїнської науково-методичної конференції. – К.: Ін–т інтелектуальної власності і права, 2008. – 234 с., – С. 58 – 60.
7.       Гордієнко С.Г. Багатоманітність сучасних методологічних платформ при дослідженні складних соціальних явищ // Науковий вісник Волинського національного університету / Серія: юридичні науки. № 24. – Луцьк, 2010. – 64 с., – С. 7 – 13.
8.       Гордієнко С.Г. Алгоритм кодифікації законодавства з питань інтелектуальної власності // Науковий вісник Волинського національного університету імені Лесі Українки / Юридичні науки. - Луцьк, 2010. № 25, - 60 с., - С. 3 – 9.
9.       Гордієнко С.Г. Визначення поняття «інтелектуальна власність»: алгоритм та особливості // Актуальні питання охорони прав інтелектуальної власності в Україні та Європейському Союзі в контексті європейської інтеграції / Матеріали Міжнародної конференції, 30 червня - 1 липня 2010 р, м. Київ. – К.: Національна Академія Наук України, 2010. – 421 с., – С. 10 – 18.
10.   Гордієнко С.Г. Теоретично-прикладні проблеми визначення понятійно-категоріального апарату щодо інтелектуальної власності // Науково-практичний журнал «Інтелектуальна власність», 2010, № 5, - С. 40 - 51.
11.   Гордієнко С.Г. Теоретично-прикладні проблеми визначення понятійно-категоріального апарату щодо інтелектуальної власності (продовження) // Науково-практичний журнал «Інтелектуальна власність», 2010, № 6, - С. 41 - 50.
12.   Гордієнко С.Г. Співвідношення інформаційного права та права інтелектуальної власності // Правове регулювання спільних відносин в умовах демократизації Української держави / Матеріали Міжнародної науково-практичної конференції / Укладачі: Б.В. Новіков, Т.О. Чепульченко, І.П. Голосніченко, В.Ю. Пряміцин / – К.: ІВЦ «Видавництво «Політехніка», 2011. – 172 с., – С. 84 – 86.
13.   Гордієнко С.Г. Співвідношення інформаційного права та права інтелектуальної власності // Інформаційні правовідносини та право інтелектуальної власності як інститути приватного права : четверті цивілістичні читання, присвячені пам’яті професора О. А. Підопригори, 25 березня 2010 року : зб. наук. доп. та ст. – К.: Видавничо-поліграфічний центр «Київський університет», 2011. – 329 с., – С. 43 - 47.
14.   Гордієнко С.Г. Понятійний апарат стосовно «інтелектуальної власності» та класифікація сфер творчості людини // Матеріали міжнародної конференції «Охорона прав інтелектуальної власності в Україні та Європейському Союзі: політика, законодавство, практика» (Київ, 15 -16 червня 2011 р.). Проект ЄС «Вдосконалення стратегій, політики та регулювання інновацій в Україні». – К.: Фенікс, 2011. – 480 с., - С. 25 – 31.
15.   Гордієнко С.Г. Концептуальні засади антирозвідувальної діяльності на підприємствах // Зб. наук. праць круглого столу 15 грудня 2009 року, міжнародної науково-практичної конференції 21 квітня 2010 року та круглого столу 8 грудня 2010 року, Київ, Редкол: О. І. Тимошенко (голова) та ін.. – К.: Вид-во Європейського університету, 2010. – 224 с. – С. 135 – 141.
16.   Гордієнко С.Г. Фундаментальність підготовки - необхідна умова формування особистості майбутнього юриста // Зб. наук. праць круглого столу 15 грудня 2009 року, міжнародної науково-практичної конференції 21 квітня 2010 року та круглого столу 8 грудня 2010 року, Київ, Редкол: О. І. Тимошенко (голова) та ін.. – К.: Вид-во Європейського університету, 2010. – 224 с. – С. 192 – 198.
17.   Гордієнко С.Г. Інтелектуальна власність: понятійно-категоріальний апарат та класифікація сфер людської творчості // Матеріали II Міжнародної науково-практична конференція «Правове регулювання суспільних відносин в умовах демократизації Української держави» (2012 р. м. Київ) / Укладачі: Б.В. Новіков, Т.О. Чепульченко, І.П. Голосніченко, В.Ю. Пряміцин / - К.: НТУУ «КПІ», 2012, - 320 с., - С. 102 - 108.
18.   Гордієнко С.Г. Понятійний апарат стосовно «інтелектуальної власності» та класифікація сфер творчості людини // П’яті цивілістичні читання, присвячені 85-річчю з Дня народження професора О.А. Підопригори, 31 березня 2011 року: зб. наук. доп. і ст. - К.: Видавничо-поліграфічний центр "Київський університет", 2012. - 265 с., - С. 79 - 94.
19.   Кривіцька М.П., Хорватова О.О., Гордієнко С.Г. Проблеми оподаткування суб’єктів підприємництва та шляхи їх вирішення // Актуальні проблеми юридичної науки: Збірник тез Міжнародної наукової конференції «Одинадцяті осінні юридичні читання» (м. Хмельницький, 23-24 листопада 2012 року) у 4-х частинах. – Частина третя. – Хмельницький : Хмельницький університет управління та права, 2012. – 254 с. 104 - 107.
20.   Гордієнко С.Г. Завдання державних та недержавних структур із захисту інформації з обмеженим доступом в Україні: реалії та перспективи // Зб. наук. праць VII Міжнародної наук.-практ. конф., Київ, 11 квітня 2013 р. / Редкол: О.І. Тимошенко, О.В. Григорьєва та ін. – К.: Вид-во Європейського ун-ту, 2013. – 168 с. – С. 73 – 98.  
21.   Гордієнко С.Г. Інформаційна війна: міф чи реальність? // Право України: сучасний стан та перспективи розвитку / Збірник матеріалів Регіональної науково-практичної конференції / Редколегія: Мельничук О. Ф., Омельчук В. А. та інші. — Вінниця: ВНАУ, 2014. – С. 26 – 32.
22.   Гордієнко С.Г. Інформаційна війна чи дезінформування на війні? // Актуальні проблеми управління інформаційною безпекою держави : зб. матер. наук.-практ. конф. (Київ, 19 березня 2015 року). – К. : Центр навч., наук. та період. видань НА СБ України, 2015. – 512 с., – С. 218 – 221.
23.   Гордієнко С.Г. Шпигунство, промислове шпигунство та бізнес-розвідка: схожість та відмінності // Правове регулювання інформаційних відносин та сфери інтелектуальної власності в умовах кіберцивілізації : Матеріали науково-практичної конференції / 26 березня 2015 р., м. Київ / Упорядн. : В. М. Фурашев, В. М. Поперечнюк. – К. : НДІІП НАПрН України, НТУУ «КПІ», 2015. 135 с., – С. 92 – 94.
24.   Гордієнко С.Г. Проблеми захисту інформації з обмеженнями та інтелектуальної власності в Україні // Трансформаційні процеси інформаційних відносин на шляху до кіберцивілізації : Матеріали науково-теоретичних та науково-практичних обговорень (Київ, вересень – грудень 2015 р.) / Упоряд. : В. М. Фурашев, С. Ю. Петряєв. – Київ : НТУУ «КПІ» Вид-во «Політехніка», 2015. – Вип. 1. – 128 с. – 100 пр. – С. 41 - 46.
25.   Гордієнко С.Г. Теоретико-прикладні засади оцінки інформації  в умовах сучасності // Трансформаційні процеси інформаційних відносин на шляху до кіберцивілізації : Матеріали науково-теоретичних та науково-практичних обговорень (Київ, вересень – грудень 2015 р.) / Упоряд. : В. М. Фурашев, С. Ю. Петряєв. – Київ : НТУУ «КПІ» Вид-во «Політехніка», 2015. – Вип. 1. – 128 с. – 100 пр. – С. 82 - 86.
26.   Гордієнко С.Г. Проблемні питання сфери захисту інформації з обмеженнями та інтелектуальної власності в Україні // Стан та перспективи самореалізації людини в Україні : 10 Шинкаруківські читання : матер. Міжнародної наук.-практ. конф. (14 травня 2015 р.) / Національна академія наук України та інші.  – К. : Поліграфічний центр Геопринт, – 410 с., – С. 284 – 291.
27.   Гордієнко С.Г. Фундаментальність підготовки – необхідна умова розуміння проблем захисту інформації з обмеженнями у доступі та інтелектуальної власності в Україні // Актуальні проблеми управління інформаційною безпекою держави : зб. матер. наук.-практ. конф. (Київ, 18 березня 2016 року) : у 2 ч. Ч. 1. – Київ : Нац. акад.
СБУ, 2016. – 296 с. – С. 187 – 190.
28.   Гордієнко С.Г. Теоретичні та прикладні основи оцінювання інформаційних ресурсів в Україні // Проблеми підготовки фахівців з інтелектуальної власності, інформаційно-аналітичної та інноваційної діяльності в Україні: XVI Науково-практичної конференції (Київ, 20-22 квітня 2016 р.) / відп. ред. Д.В. Андреєв. – Київ: Інст. інтел. власн. НУ «ОЮА».- 277 с., - С. 70 – 76.
29.   Гордієнко С.Г. Сутність та зміст інноваційної діяльності в Україні: протиріччя теорії та практики // Правові питання трансформації інформаційного суспільства в суспільство знань, як основи інноваційного розвитку України: Матеріали науково-практичного «круглого» столу / 27 квітня 2016 р., м. Київ / Упорядн. : В.М. Фурашев, С.Ю. Петряєв. – К. : НДІІП НАПрН України, навчально-науковий центр інформаційного права та правових питань інформаційних технологій ФСП НТУУ «КПІ», 2016. – 178 с. – С. 54 – 61.
30.   Гордієнко С.Г. Чиновництво України та її інтелектуальна власність // Матеріали науково-практичної конференції / 17 травня 2016 р., м. Київ / Упорядн. Дорогих С.О.: – К. : НДІІП НАПрН України, Науково-дослідний інститут інтелектуальної власності Національної академії правових наук України, Навчально- науковий центр інформаційного права та правових питань інформаційних технологій ФСП НТУУ «КПІ», 2016. – 227 с., – С. 57 – 71.
31.        Гордієнко С. Г. Нормативне забезпечення деяких складових інформаційної сфери держави // Кібербезпека та інтелектуальна власність: проблеми правового забезпечення: Матеріали міжнародної науково-практичної конференції. 21 квітня 2017 р., м. Київ, в 2-х частинах. Частина перша. / Упоряд. : В. М. Фурашев, С. Ю. Петряєв. – Київ: Національний технічний університет України «Київський політехнічний інститут імені Ігоря Сікорського» Вид-во «Політехніка». 2017. – 146 с. - С. 52 – 58.
32.   Гордієнко С. Г. Загрози інноваційній діяльності та інтелектуальній власності – загрози існування державності // Теоретико-правові основи формування та розвитку інформаційного суспільства: Матеріали науково-практичної конференції. 29 листопада 2017 р., м. Київ. / Упорядн. : В. М. Фурашев, С. Ю. Петряєв. – Київ : Національний технічний університет України «Київський політехнічний інститут імені Ігоря Сікорського» Вид-во «Політехніка». 2017. – 225 с. – С. 92 – 97.
33.       Гордієнко С. Публічне управління діяльністю кафедр з предметом: нформаційне право та право інтелектуальної власності / Публічне врядування в Україні: стан та перспективи розвитку : матеріали щоріч. Всеукр. Наук.-практ. конф. За між нар. участю, присвяч. 100-річчю держ. Служби в Україні (Київ, 25 трав. 2018 р.) у 5 т. / за заг. Ред.. В. С. Куйбіди, М. М. Білинської, О. М. Петроє. – Київ : НАДУ, 2018, - Т. 2. – 156 с., - С. 87 – 89.
34.      Гордієнко С.,Соснін О. Інформація – інновації – інтелектуальна власність та її захист в Україні: теоретико-прикладні проблеми / Теоретичні і практичні засади еволюції від інформаційного суспільства до «суспільства знань» і до smart-суспільства: виклики і можливості четвертої промислової революції: Матеріали Міжнародної науково-практичної конференції 23-24 квітня 2018 року / Ред.-упорядник: д.філософ.н., проф.. В. Г. Воронкова; Запоріз. держ. інж. акад. – Запоріжжя: ЗДІА, 2018. - 220 с. – С. 32 – 43.
35.       Гордієнко С. Інформація – інновації – інтелектуальна власність: проблеми практики в Україні / Права, свободи і безпека людини в інформаційній сфері: матеріали наук.-практ. конф. / Упоряд. : В. М. Фурашев, С. Ю. Петряєв // Нац. техн. ун-т України «КПІ ім. Ігоря Сікорського» - 10 трав. 2018 р., - Київ : КПІ ім. Ігоря Сікорського, Вид-во «Політехніка». 2018. – 174 с., – С. 37 - 39.
36.       Гордієнко С. Система протидії конкурентній розвідці як технологія / Інформаційне право: сучасні виклики і напрями розвитку:  Матеріали першої науково-практичної конференції.  18 жовтня 2018 р., м. Київ. / Упоряд. : В. М. Фурашев, С. Ю. Петряєв. – Київ :  Національний технічний університет України  «Київський політехнічний інститут імені Ігоря Сікорського» Вид-во «Політехніка». 2018. – 196 с., - С. 56 - 58.
37.       Гордієнко С. Основні поняття сфер інформаційного права, інноваційної діяльності та інтелектуальної власності як системоутворюючі аспекти їх регулювання / Інформаційне право: сучасні виклики і напрями розвитку:  Матеріали першої науково-практичної конференції.  18 жовтня 2018 р., м. Київ. / Упоряд. : В. М. Фурашев, С. Ю. Петряєв. – Київ :  Національний технічний університет України  «Київський політехнічний інститут імені Ігоря Сікорського» Вид-во «Політехніка». 2018. – 196 с., - С. 88 - 92.
38.       Соснін О., Гордієнко С. Роль юридичної науки в процесі виховання інженерно-технічних кадрів / Інформаційне право: сучасні виклики і напрями розвитку:  Матеріали першої науково-практичної конференції.  18 жовтня 2018 р., м. Київ. / Упоряд. : В. М. Фурашев, С. Ю. Петряєв. – Київ :  Національний технічний університет України  «Київський політехнічний інститут імені Ігоря Сікорського» Вид-во «Політехніка». 2018. – 196 с., - С. 102 - 105.
39. Гордієнко С. Методологічні аспекти дослідження інтернету речей / Інтернет речей: проблеми правового регулювання та впровадження : Матеріали другої наук.-практ. конф., 29 лист. 2018 р., м. Київ / Упоряд. : В. М. Фурашев, С. О. Дорогих. – Київ : КПІ ім. Ігоря Сікорського, Вид-во «Політехніка», 2018. – 168 с. - С. 20 - 29.
40. Гордієнко С. Сучасні доктринальні положення інформаційної безпеки України / Актуальні проблеми управління інформаційною безпекою держави: зб. тез наук. доп. наук.-практ. конф. (Київ, 4 квітня 2019 р.). [Електронне видання]. – Київ : Нац. акад. СБУ, 2019. – 384 с. - С. 23 - 29.
41. Гордієнко С. Г. Коли слова втрачають своє значення, народ втрачає свою свободу, а "за ослушание истине – верят лжи и заблуждениям" // Матеріали науково-практичної конференції / 26 квітня 2019 р., м. Київ / Упоряд. : Фурашев В. М., Петряєв С. Ю., Барюаш В. А. – Київ : Національний технічний університет України «Київський політехнічний інститут імені Ігоря Сікорського» Вид-во «Політехніка». 2019. – 193 с. - С. 28 - 32.
Статті у науково-популярних виданнях
1.       Гордієнко С.Г. Теоретико-прикладні аспекти забезпечення захисту інформації // «Бизнес и безопасность», 1/2013 (93), 144 с. - С. 42 - 47.  
2.       Гордієнко С.Г. Охорона та захист інформації з обмеженим доступом в Україні // «Бизнес и безопасность», 2/2013 (94), 124 с. - С. 24 - 28.  
3.       Гордієнко С.Г. Охорона та захист інформації з обмеженим доступом в Україні (початок в «Бизнес и безопасность» № 2/2013) // «Бизнес и безопасность», 3/2013 (95), 126 с. - С. 48 - 51.  
4.       Гордієнко С.Г. Охорона та захист інформації з обмеженим доступом в Україні (початок в «Бизнес и безопасность» № 3/2013) // «Бизнес и безопасность», 4/2013 (96), 128 с. - С. 69 - 73.
5.       Гордієнко С.Г. Завдання державних та недержавних структур із захисту інформації з обмеженим доступом в Україні: реалії та перспективи // «Бизнес и безопасность», 5/2013 (97), 146 с. - С. 64 - 69.  
6.       Гордієнко С.Г. Завдання державних та недержавних структур із захисту інформації з обмеженим доступом в Україні: реалії та перспективи // «Бизнес и безопасность», 6/2013 (98), 128 с. - С. 75 - 77.  
7.       Гордієнко С.Г. Проект концепції протидії конкурентній розвідці // «Бизнес и безопасность», 1/2014 (99), 128 с. - С. 68 - 70.
8.       Гордиенко С.Г. Таким он парнем был… / составитель Князев Ю.В. – К.: «ИПК» «Экспресс-Полиграф», 2014 – 240 с.: ил. – С. 211 – 212.
9.       Гордиенко С.Г. Чекистское незримое подполье / Иванков А.В. Чекистское незримое подполье. – К.: «МП Леся», 2012. – 404 с.
10.   Соснін О., Гордієнко С. Хто володіє інформацією, той володіє світом. Питання щодо нормативно-правового забезпечення окремих складових інформаційного правопорядку в Україні // Юридичний вісник України / Інформаційне право № 19-20 (1139-1140) 12-25 травня 2017 року, 24 с. - С. 16 - 17.  
11.   Соснін О., Гордієнко С. Хто володіє інформацією, той володіє світом. Питання щодо нормативно-правового забезпечення окремих складових інформаційного правопорядку в Україні // Юридичний вісник України / Інформаційне право № 21 (1141) 26 травня-1 червня 2017 року, 16 с. - С. 12 - 13.
12.   Соснін О., Гордієнко С. Хто володіє інформацією, той володіє світом. Питання щодо нормативно-правового забезпечення окремих складових інформаційного правопорядку в Україні // Юридичний вісник України / Інформаційне право № 22 (1142) 2-8 червня 2017 року, 16 с. - С. 12 - 13.
13.   Соснін О., Гордієнко С. Хто володіє інформацією, той володіє світом. Питання щодо нормативно-правового забезпечення окремих складових інформаційного правопорядку в Україні // Юридичний вісник України / Інформаційне право № 23 (1143) 9-15 червня 2017 року, 16 с. - С. 12.
14.   Гордієнко С. Муки владної творчості, або дещо про плани щодо вдосконалення інноваційної діяльності та захисту інтелектуальної власності в Україні, які здебільшого так і залишаються на папері // Юридичний вісник України / Інформаційне право № 37-38 (1157-1158) 15-28 вересня 2017 року, 16 с. - С. 18 - 19.
15.   Гордієнко С. Муки владної творчості, або дещо про плани щодо вдосконалення інноваційної діяльності та захисту інтелектуальної власності в Україні, які здебільшого так і залишаються на папері // Юридичний вісник України / Інформаційне право № 39 (1160) 29 вересня – 5 жовтня 2017 року, 16 с. - С. 12 - 13.
16.   Гордієнко С. Муки владної творчості, або дещо про плани щодо вдосконалення інноваційної діяльності та захисту інтелектуальної власності в Україні, які здебільшого так і залишаються на папері // Юридичний вісник України / Інформаційне право № 40 (1161) 6 – 12 жовтня 2017 року, 16 с. - С. 12 - 13.
17.   Гордієнко С. Муки владної творчості, або дещо про плани щодо вдосконалення інноваційної діяльності та захисту інтелектуальної власності в Україні, які здебільшого так і залишаються на папері // Юридичний вісник України / Інформаційне право № 41 (1162) 13 – 19 жовтня 2017 року, 16 с. - С. 12 - 13.
18.   Гордієнко С. Муки владної творчості, або дещо про плани щодо вдосконалення інноваційної діяльності та захисту інтелектуальної власності в Україні, які здебільшого так і залишаються на папері // Юридичний вісник України / Інформаційне право № 42 (1163) 20 – 26 жовтня 2017 року, 16 с. - С. 12 - 13.
19.       Гордієнко С. Доктринальні положення інформаційної безпеки України в умовах сучасності // Юридичний вісник України / № 12 (1237) Інформаційна безпека 22 — 28 березня 2019 року, 16 с. - С. 12 - 13.